# Supercopa de España 2015
La Supercopa de España 2015 è stata la trentaduesima edizione della Supercoppa di Spagna.
Si è svolta il 14 agosto e il 17 agosto 2015 in gara di andata e ritorno tra il Barcellona, vincitore della Primera División 2014-2015, e l'Athletic Bilbao, finalista della Coppa del Re 2014-2015 vinta sempre dai Blaugrana.
La competizione è stata vinta dall'Athletic Bilbao, che si è imposto per 4-0 nella gara d'andata al San Mamés e ha poi pareggiato per 1-1 nel ritorno al Camp Nou di Barcellona.

## Partecipanti
| Squadre         | Qualificazione                                                            | Partecipazioni precedenti (il grassetto indica la vittoria)                                                           |
| --------------- | ------------------------------------------------------------------------- | --- |
| Barcellona      | Vincitore della Primera División 2014-2015 e della Coppa del Re 2014-2015 | 19 (1983, 1985, 1988, 1990, 1991, 1992, 1993, 1994, 1996, 1997, 1998, 1999, 2005, 2006, 2009, 2010, 2011, 2012, 2013) |
| Athletic Bilbao | Finalista perdente della Coppa del Re 2014-2015                           | 3 (1983, 1984, 2009)                                                                                                  |

## Antefatti
L'avvicinamento alla competizione vedeva il Barcellona dato nettamente per favorito sull'Athletic Bilbao dagli addetti ai lavori, sia per l'ampio divario tecnico in essere tra le due formazioni – con gli azulgrana artefici fin lì di un quadruple grazie alle vittorie dei mesi precedenti nella Liga, nella Coppa del Re, nella UEFA Champions League e nella Supercoppa UEFA, quest'ultima conquistata appena tre giorni prima la doppia sfida contro i leones –, sia per la tradizione negativa dei baschi nella supercoppa nazionale contro i catalani, dopo le sconfitte patite nelle edizioni del 1983 e del 2009.

## Avvenimenti

### Andata

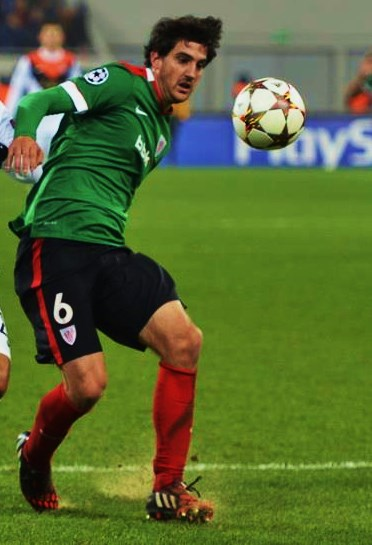
Mikel San José dell'Athletic Bilbao aprì le marcature al San Mamés con uno spettacolare tiro di destro a scavalcare da oltre 50 metri.

L'allenatore blaugrana Luis Enrique, in vista della gara di andata del 14 agosto, scelse di rivoluzionare l'undici vittorioso appena tre giorni prima nella finale di Supercoppa UEFA, rinunciando a titolari quali Iniesta, Piqué e Rakitić per puntare su Ter Stegen tra i pali, sulla coppia centrale di difesa Bartra-Vermaelen e su una mediana formata da Mascherano, Rafinha e Sergi Roberto; in avanti venne confermato Pedro, match winner contro il Siviglia nella succitata supercoppa, anche per via dell'infortunio che aveva reso indisponibile Neymar. Novità anche per Ernesto Valverde, tecnico dei rojiblancos, forzatamente costretto a far fronte alle defezioni di elementi-cardine della squadra titolare quali Iturraspe, Muniain, Rico e Williams.
Nonostante l'ampio divario tecnico pronosticato alla vigilia, al San Mamés di Bilbao i padroni di casa misero in mostra fin dai primi minuti una migliore condizione atletica rispetto agli ospiti, da par loro debilitati anche dai recenti sforzi sostenuti nella Supercoppa UEFA – giocatasi a Tbilisi, dall'altra parte del continente europeo, e peraltro conclusasi ai tempi supplementari. Più aggressivi e reattivi sulla palla rispetto ai rivali, i baschi esercitarono un pressing alto che già al 13' diede i suoi frutti: sfruttando un bizzarro rinvio di testa di Ter Stegen, nell'occasione spintosi con azzardo fuori dai pali, San José portò in vantaggio l'Athletic con un pallonetto da centrocampo che sorprese l'estremo difensore catalano. Il primo tempo si chiuse con i leones a legittimare il vantaggio di misura grazie a una costante pressione e per giunta sprecando un paio di ripartenze per il possibile raddoppio, mentre gli azulgrana di fatto non si resero mai pericolosi verso la porta avversaria, eccetto per un tiro-cross di Suárez alla mezz'ora e per un calcio piazzato di Messi sventato da Iraizoz nel recupero.

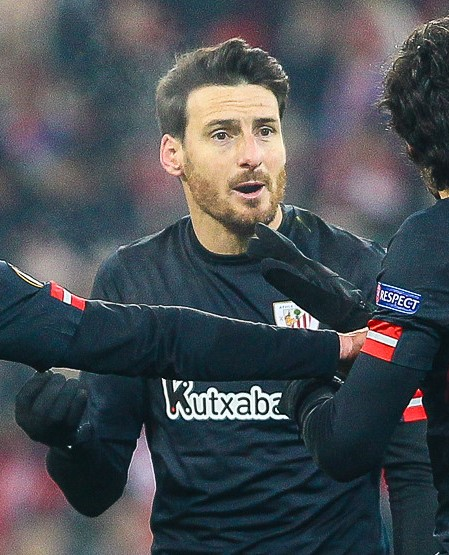
Il leones Aritz Aduriz, protagonista assoluto dell'edizione con 4 gol comprensivi della tripletta nella partita di andata.

La ripresa sembrò proporre un cambio di atteggiamento da parte del Barcellona, che al 51' sfiorò il pareggio con Pedro, sfuggito ai suoi marcatori in campo aperto e fermato dalla traversa a Iraizoz battuto; il portiere basco si riscattò qualche minuto dopo, neutralizzando un insidioso rasoterra di Messi. Tuttavia, dopo il pericolo scampato, l'Athletic tornò a premere; una situazione che mise in luce alcuni grossolani svarioni difensivi della squadra di Luis Enrique, ad opera in particolare di Dani Alves e Rafinha, cui neanche i successivi inserimenti di Iniesta e Rakitić riuscirono a porre rimedio. Approfittando di errati posizionamenti e continui sbandamenti della retroguardia catalana, gli uomini di Valverde ampliarono lo scarto a proprio favore in maniera incolmabile.
Salì in cattedra Aduriz, uomo-partita e autore di una tripletta nel giro di un quarto d'ora: l'attaccante andò in rete dapprima al 53' finalizzando di testa un traversone del compagno di reparto Merino, in un'azione originata da una palla persa da Rafinha; poi al 60' con un rasoterra in diagonale, raccogliendo una palla vagante in area dopo un errore di Dani Alves (e giovando di una deviazione di Bartra sulla propria conclusione); e infine al 68' grazie a un calcio di rigore concesso – forse fin troppo fiscalmente – dall'arbitro González, a sanzionare un intervento di Dani Alves su Etxeita. La gara si chiuse con il sorprendente risultato di 4-0 per i rojiblancos che di fatto ipotecarono il trofeo, a scapito degli azulgrana che da par loro pagarono oltremodo il poco riposo in un calendario saturo di impegni, il massiccio turnover, la scarsa concentrazione mostrata in campo nonché, probabilmente, l'aver preso sottogamba tale appuntamento.

### Ritorno

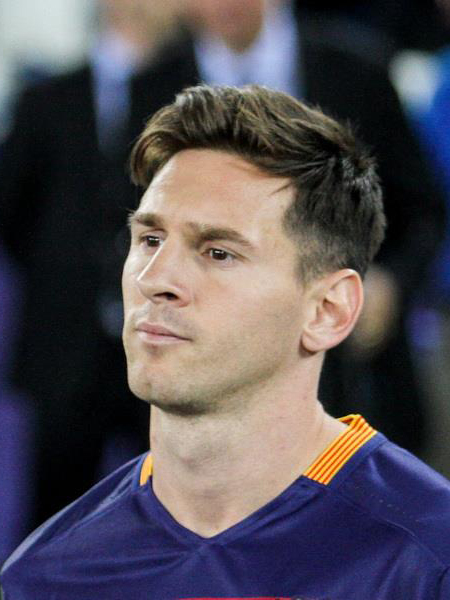
Lionel Messi, autore nella sfida al Camp Nou dell'unico gol del Barcellona nell'arco della doppia finale.

A fronte dei propositi di «remuntada» esplicitati dalla formazione catalana, la sfida di ritorno del 17 agosto al Camp Nou di Barcellona vide i padroni di casa scendere in campo con un piglio più battagliero rispetto a quello di tre giorni prima. I blaugrana, tornati a riproporre il trio titolare Busquets-Iniesta-Rakitic a centrocampo, fin dai primi minuti mostrarono un giropalla rapido ed efficace nonché un Messi più attivo e al centro dell'azione; già al 5' il Barcellona andò vicino al vantaggio con una doppia occasione tentata prima da Pedro, fermato da Etxeita, e poi da Piqué, il quale colse il montante da posizione ravvicinata.
Per tutto il resto del primo tempo furono i catalani a tenere le redini della partita, palesando tuttavia una certa imprecisione al tiro. Dall'altra parte un Athletic ancora alle prese con gli infortuni a Iturraspe, Muniain e Williams (cui si era aggiunto nel frattempo San José, tra i maggiori protagonisti della sfida di andata), e schierato in campo con il preciso intento di capitalizzare l'ampio scarto maturato al San Mamés, riuscì comunque a contenere ordinatamente senza farsi assediare in area e anzi, riproponendo come a Bilbao un pressing alto che offrì ad Aduriz ed Eraso due opportunità in rimessa; quest'ultimo, in particolare, concluse sull'esterno della rete da posizione molto favorevole. L'equilibrio si ruppe a due minuti dall'intervallo, quando una combinazione nello stretto tra Rakitić e Suárez permise a Messi di insaccare agevolmente, con un tocco sottoporta, il pallone del vantaggio azulgrana con cui si andò negli spogliatoi.

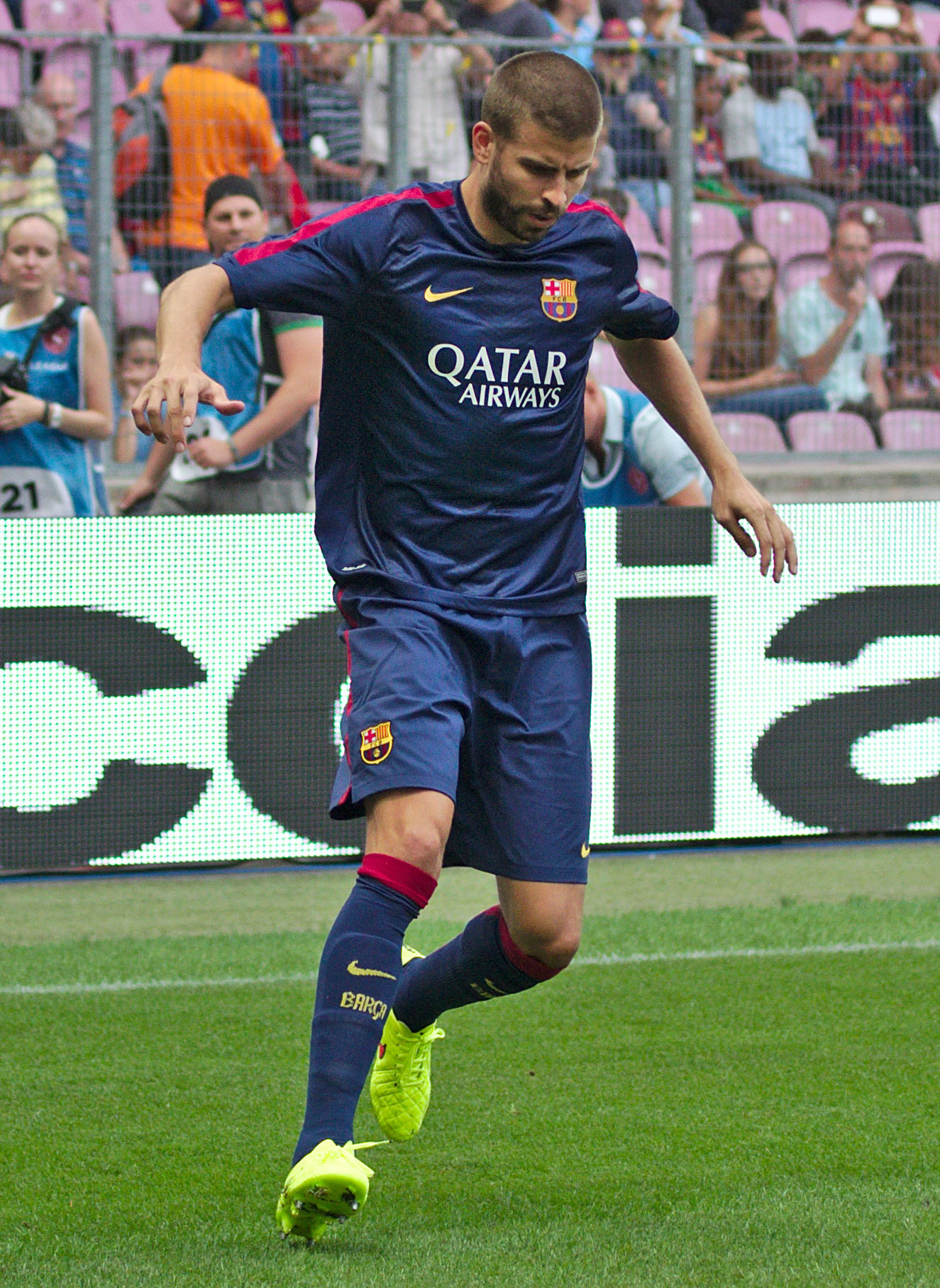
Il blaugrana Gerard Piqué, protagonista in negativo della gara di ritorno con il suo cartellino rosso.

Quello che poteva sembrare l'inizio della rimonta degli uomini di Luis Enrique, tuttavia, si rivelò solo un guizzo isolato. Nella ripresa, infatti, i leones perseguirono nel loro organizzato e allo stesso tempo aggressivo atteggiamento difensivo, esercitando una costante pressione che finì per imbrigliare le trame di gioco avversarie, permettendo anzi per due volte ad Aduriz il tiro verso la porta di Bravo. Le speranze del Barcellona si esaurirono di fatto al 55', quando rimase in dieci uomini a causa del rosso diretto estratto dall'arbitro Carballo verso Piqué, colpevole di essersi lasciato sfuggire qualche parola di troppo nei confronti del guardalinee, a seguito di una presunta, mancata segnalazione di fuorigioco su un attacco basco.
In superiorità numerica, l'undici di Valverde avanzò il baricentro e si fece più propositivo, esibendosi in un efficace possesso palla volto a rallentare il ritmo e fare scorrere l'orologio. Al 75', sfruttando le larghe maglie della retroguardia catalana dopo l'espulsione di Piqué, i bilbaini raggiunsero anche la rete del pareggio, ancora con Aduriz il quale, dopo l'assistenza di De Marcos bravo ad anticipare Mathieu, si ritrovò a tu per tu con Bravo, facendosi respingere la prima conclusione ma spedendo in rete il successivo tap-in. Con l'esito della doppia sfida ormai deciso, da qui al fischio finale andò a referto unicamente l'espulsione del basco Sola, da poco subentrato a Etxeita, che dall'86' ripristinò la parità numerica. Chiudendo la gara sull'1-1, i rojiblancos misero così in bacheca la seconda Supercoppa di Spagna della loro storia, a trentuno anni di distanza dalla precedente affermazione; per i blaugrana svanì invece la possibilità di sextuple.

## Tabellini

### Andata
| Arbitro: | González González |

|                                          |           |  |
| San José 13’ Aduriz 53’, 60’, 67’ (rig.) | Marcatori |  |

| Athletic Bilbao | Barcellona |

#### Formazioni
| Athletic Bilbao  |    |                   |     |     |
|                  |    |                   |     |     |
| P                | 1  | Gorka Iraizoz (c) |     |     |
| D                | 4  | Aymeric Laporte   |     |     |
| D                | 16 | Xabier Etxeita    | 70’ |     |
| D                | 24 | Mikel Balenziaga  |     |     |
| D                | 10 | Óscar de Marcos   |     |     |
| C                | 5  | Javier Eraso      | 45’ | 77’ |
| C                | 6  | Mikel San José    | 90’ |     |
| C                | 14 | Markel Susaeta    | 74’ | 85’ |
| C                | 7  | Beñat Etxebarria  | 45’ |     |
| C                | 27 | Sabin Merino      |     | 66’ |
| A                | 20 | Aritz Aduriz      |     |     |
| Panchina:        |    |                   |     |     |
| P                | 13 | Iago Herrerín     |     |     |
| D                | 2  | Eneko Bóveda      |     | 85’ |
| D                | 18 | Carlos Gurpegi    | 89’ | 77’ |
| C                | 30 | Iñigo Lekue       |     | 66’ |
| C                | 3  | Gorka Elustondo   |     |     |
| C                | 23 | Ager Aketxe       |     |     |
| A                | 9  | Enrique Sola      |     |     |
| Allenatore:      |    |                   |     |     |
| Ernesto Valverde |    |                   |     |     |

| Barcellona   |    |                       |     |     |
|              |    |                       |     |     |
| P            | 1  | Marc-André ter Stegen |     |     |
| D            | 22 | Daniel Alves          | 68’ |     |
| D            | 15 | Marc Bartra           |     |     |
| D            | 21 | Adriano               |     |     |
| D            | 23 | Thomas Vermaelen      |     |     |
| C            | 12 | Rafinha               |     | 52’ |
| C            | 14 | Javier Mascherano     | 81’ |     |
| C            | 20 | Sergi Roberto         |     | 60’ |
| A            | 9  | Luis Suárez           |     |     |
| A            | 7  | Pedro                 | 41’ | 72’ |
| A            | 10 | Lionel Messi (c)      |     |     |
| Panchina:    |    |                       |     |     |
| P            | 13 | Claudio Bravo         |     |     |
| D            | 3  | Gerard Piqué          |     |     |
| C            | 8  | Andrés Iniesta        | 90’ | 52’ |
| C            | 4  | Ivan Rakitić          |     | 60’ |
| C            | 5  | Sergio Busquets       |     |     |
| A            | 17 | Munir                 |     |     |
| A            | 16 | Sandro Ramírez        |     | 72’ |
| Allenatore:  |    |                       |     |     |
| Luis Enrique |    |                       |     |     |

### Ritorno
| Arbitro: | Velasco Carballo |

|           |           |            |
| Messi 43’ | Marcatori | 74’ Aduriz |

| Barcellona | Athletic Bilbao |

#### Formazioni
| Barcellona   |    |                       |     |     |
|              |    |                       |     |     |
| P            | 13 | Claudio Bravo         |     |     |
| D            | 22 | Daniel Alves          |     |     |
| D            | 14 | Javier Mascherano     |     |     |
| D            | 3  | Gerard Piqué          | 56’ |     |
| D            | 24 | Jérémy Mathieu        |     |     |
| C            | 4  | Ivan Rakitić          |     | 68’ |
| C            | 8  | Andrés Iniesta (c)    |     |     |
| C            | 5  | Sergio Busquets       |     |     |
| A            | 9  | Luis Suárez           |     |     |
| A            | 7  | Pedro                 | 45’ | 68’ |
| A            | 10 | Lionel Messi          |     |     |
| Panchina:    |    |                       |     |     |
| P            | 1  | Marc-André ter Stegen |     |     |
| D            | 15 | Marc Bartra           |     |     |
| C            | 12 | Rafinha               |     |     |
| D            | 23 | Thomas Vermaelen      |     |     |
| C            | 20 | Sergi Roberto         |     |     |
| A            | 17 | Munir                 |     | 68’ |
| A            | 16 | Sandro Ramírez        |     | 68’ |
| Allenatore:  |    |                       |     |     |
| Luis Enrique |    |                       |     |     |

| Athletic Bilbao  |    |                    |     |     |
|                  |    |                    |     |     |
| P                | 1  | Gorka Iraizoz      |     |     |
| D                | 4  | Aymeric Laporte    |     |     |
| D                | 16 | Xabier Etxeita     |     | 66’ |
| D                | 24 | Mikel Balenziaga   |     |     |
| D                | 2  | Eneko Bóveda       | 30’ |     |
| C                | 5  | Javier Eraso       | 41’ |     |
| C                | 10 | Óscar de Marcos    |     |     |
| C                | 14 | Markel Susaeta     |     |     |
| C                | 7  | Beñat Etxebarria   | 60’ | 83’ |
| C                | 18 | Carlos Gurpegi (c) |     |     |
| A                | 20 | Aritz Aduriz       | 59’ | 81’ |
| Panchina:        |    |                    |     |     |
| P                | 13 | Iago Herrerín      |     |     |
| C                | 6  | Mikel Rico         |     | 83’ |
| C                | 27 | Sabin Merino       |     | 77’ |
| C                | 30 | Iñigo Lekue        |     |     |
| C                | 3  | Gorka Elustondo    |     | 68’ |
| C                | 23 | Ager Aketxe        |     |     |
| A                | 9  | Enrique Sola       | 86’ | 81’ |
| Allenatore:      |    |                    |     |     |
| Ernesto Valverde |    |                    |     |     |